# Лівінгстон (округ, Нью-Йорк)
Шаблон:StateAbbr_ 42°44′ пн. ш. 77°46′ зх. д. / 42.73° пн. ш. 77.77° зх. д.
Округ Лівінґстон (англ. Livingston County) — округ (графство) у штаті Нью-Йорк, США. Ідентифікатор округу 36051.

## Історія
Округ утворений 1821 року.

## Демографія
За даними перепису
2000 року
загальне населення округу становило 64328 осіб, зокрема міського населення було 28995, а сільського — 35333.
Серед мешканців округу чоловіків було 32269, а жінок — 32059. В окрузі було 22150 домогосподарств, 15346 родин, які мешкали в 24023 будинках.
Середній розмір родини становив 3,05.
Віковий розподіл населення поданий у таблиці:
| Стать    | До 15 років | 15-21 | 22-29 | 30-39 | 40-49 | 50-65 | 65-85 | Понад 85 |
| -------- | ----------- | ----- | ----- | ----- | ----- | ----- | ----- | -------- |
| Чоловіки | 6281        | 4218  | 3301  | 5162  | 5381  | 4823  | 2860  | 243      |
| Жінки    | 5913        | 5254  | 2660  | 4507  | 4877  | 4623  | 3548  | 677      |

## Суміжні округи
- Монро — північ
- Онтаріо — схід
- Стубен — південний схід
- Аллегені — південь
- Вайомінг — захід
- Дженесі — північний захід

## Виноски
1. ↑  U.S. Decennial Census. United States Census Bureau. Архів оригіналу за 26 квітня 2015. Процитовано 5 січня 2015.
2. ↑  Historical Census Browser. University of Virginia Library. Архів оригіналу за 11 серпня 2012. Процитовано 5 січня 2015.
3. ↑  Population of Counties by Decennial Census: 1900 to 1990. United States Census Bureau. Архів оригіналу за 19 лютого 2015. Процитовано 5 січня 2015.
4. ↑  Census 2000 PHC-T-4. Ranking Tables for Counties: 1990 and 2000 (PDF). United States Census Bureau. Архів (PDF) оригіналу за 18 грудня 2014. Процитовано 5 січня 2015.
5. ↑  State & County QuickFacts. United States Census Bureau. Архів оригіналу за 7 червня 2011. Процитовано 12 жовтня 2013.(англ.) Наведено за англійською вікіпедією.
6. ↑  American FactFinder. Бюро перепису населення США. Архів оригіналу за 26 лютого 2012. Процитовано 31 січня 2008.

| США | Це незавершена стаття з географії США. Ви можете допомогти проєкту, виправивши або дописавши її. |